# Oakland (Maine)
Oakland és una població dels Estats Units a l'estat de Maine (EUA). Segons el cens del 2000 tenia 5.959 habitants.

## Demografia
Segons el cens del 2000, Oakland tenia 5.959 habitants, 2.352 habitatges, i 1.651 famílies. La densitat de població era de 89,4 habitants/km².
Dels 2.352 habitatges en un 35,6% hi vivien nens de menys de 18 anys, en un 54,9% hi vivien parelles casades, en un 11,1% dones solteres, i en un 29,8% no eren unitats familiars. En el 23,6% dels habitatges hi vivien persones soles el 8,8% de les quals corresponia a persones de 65 anys o més que vivien soles. El nombre mitjà de persones vivint en cada habitatge era de 2,53 i el nombre mitjà de persones que vivien en cada família era de 2,98.
Per edats la població es repartia de la següent manera: un 26,9% tenia menys de 18 anys, un 7,5% entre 18 i 24, un 30,2% entre 25 i 44, un 24,4% de 45 a 60 i un 11% 65 anys o més.
L'edat mediana era de 37 anys. Per cada 100 dones de 18 o més anys hi havia 92,6 homes.
La renda mediana per habitatge era de 34.934 $ i la renda mediana per família de 43.654 $. Els homes tenien una renda mediana de 33.382 $ mentre que les dones 24.286 $. La renda per capita de la població era de 19.406 $. Entorn del 9% de les famílies i el 10,1% de la població estaven per davall del llindar de pobresa.

## Poblacions més properes
El següent diagrama mostra les poblacions més properes.